# Simbabwische Cricket-Nationalmannschaft in Neuseeland in der Saison 2000/01
Die Tour der simbabwischen Cricket-Nationalmannschaft nach Neuseeland in der Saison 2000/01 fand vom 19. Dezember 2000 bis zum 7. Januar 2001 statt. Die internationale Cricket-Tour war Teil der internationalen Cricket-Saison 2000/01 und umfasste ein Test Match und drei ODIs. Simbabwe gewann die ODI-Serie 2-1, das Test Match endete in einem Remis.

## Vorgeschichte
Neuseeland bestritt zuvor eine Tour in Südafrika, Simbabwe in Indien. Das letzte Aufeinandertreffen der beiden Mannschaften fand zum Beginn der Saison in Simbabwe statt.

## Stadien
Für die Tour wurden folgende Stadien als Austragungsorte vorgesehen und am 15. September 2000 bekanntgegeben:
| Stadion          | Stadt      | Kapazität | Spiele  |
| ---------------- | ---------- | --------- | ------- |
| Eden Park        | Auckland   | 50.000    | 3. ODI  |
| Owen Delany Park | Taupō      | 15.000    | 1. ODI  |
| Basin Reserve    | Wellington | 11.000    | 1. Test |
| Westpac Stadium  | Wellington | 34.500    | 2. ODI  |

## Kader
Neuseeland benannte seinen Test-Kader am 18. Dezember und seinen ODI-Kader am 30. Dezember 2000.
| Test | Test | ODI | ODI |
| Neuseeland | Simbabwe | Neuseeland | Simbabwe |
| --- | --- | --- | --- |
| - Stephen Fleming (K) - Nathan Astle - Matt Horne - Craig McMillan - Chris Martin - Shayne O’Connor - Adam Parore (wk) - Mark Richardson - Mathew Sinclair - Brooke Walker - Paul Wiseman | - Heath Streak (K) - Alistair Campbell - Stuart Carlisle - Andy Flower (wk) - Trevor Madondo - Doug Marillier - Brian Murphy - Henry Olonga - Gavin Rennie - Bryan Strang - Guy Whittall | - Stephen Fleming (K) - Nathan Astle - Chris Cairns - James Franklin - Chris Harris - Craig McMillan - Chris Martin - Jacob Oram - Adam Parore (wk) - Mathew Sinclair - Scott Styris - Roger Twose - Brooke Walker - Paul Wiseman | - Heath Streak (K) - Alistair Campbell - Stuart Carlisle - Andy Flower (wk) - Travis Friend - Angus Mackay - Trevor Madondo - Doug Marillier - Brian Murphy - Gavin Rennie - Bryan Strang - Dirk Viljoen - Guy Whittall |

## Tour Matches
| 19. Dezember Scorecard | Christchurch | Canterbury 236-9 (50)             | – | Zimbabweans 239-6 (49.3) |
|                        |              | Zimbabweans gewinnt mit 4 Wickets |   |                          |

| 21. – 23. Dezember Scorecard | Christchurch | Canterbury 330-5d (134) & 121-0d (36) | – | Zimbabweans 150 (65.5) & 38-2 (25) |
|                              |              | Remis                                 |   |                                    |

## Test Match in Wellington
| 26. – 30. Dezember Scorecard | Wellington (BR) | Neuseeland 487-7d (181) & 153-4d (40) | – | Simbabwe 340-6d (138.5) & 60-2 (30) |
|                              |                 | Remis                                 |   |                                     |

## One-Day Internationals

### Erstes ODI in Taupō
| 2. Januar Scorecard | Taupō | Simbabwe 300-7 (50)                       | – | Neuseeland 210 (40/43) |
|                     |       | Simbabwe gewinnt mit 70 Runs (D/L method) |   |                        |

### Zweites ODI in Wellington
| 4. Januar Scorecard | Wellington (WS) | Simbabwe 236-7 (50)              | – | Neuseeland 237-2 (45.2) |
|                     |                 | Neuseeland gewinnt mit 8 Wickets |   |                         |

### Drittes ODI in Auckland
| 7. Januar Scorecard | Auckland | Neuseeland 273-9 (50)         | – | Simbabwe 274-9 (48.4) |
|                     |          | Simbabwe gewinnt mit 1 Wicket |   |                       |

## Statistiken
Die folgenden Cricketstatistiken wurden bei dieser Tour erzielt:
| Test            | Test       | Test    | Test    | Test    | Test    | Test    | Test    | Test    |
| Batting         | Batting    | Batting | Batting | Batting | Batting | Batting | Batting | Batting |
| Spieler         | Mannschaft | Spiele  | Innings | Runs    | Average | HS      | 100s    | 50s     |
| --------------- | ---------- | ------- | ------- | ------- | ------- | ------- | ------- | ------- |
| Nathan Astle    | Neuseeland | 1       | 2       | 192     | 192,00  | 141     | 1       | 1       |
| Craig McMillan  | Neuseeland | 1       | 2       | 152     | 76,00   | 142     | 1       | 0       |
| Gavin Rennie    | Simbabwe   | 1       | 2       | 130     | 65,00   | 93      | 0       | 1       |
| Andy Flower     | Simbabwe   | 1       | 1       | 79      | 79,00   | 79      | 0       | 1       |
| Stephen Fleming | Neuseeland | 1       | 2       | 77      | 38,50   | 55      | 0       | 1       |
| Bowling         |            |         |         |         |         |         |         |         |
| Spieler         | Mannschaft | Spiele  | Overs   | Wickets | Average | BBI     | 5W      | 10W     |
| Chris Martin    | Neuseeland | 1       | 37.5    | 5       | 15,40   | 5/71    | 1       | 0       |
| Bryan Strang    | Simbabwe   | 1       | 57      | 4       | 35,25   | 3/116   | 0       | 0       |
| Heath Streak    | Simbabwe   | 1       | 42      | 2       | 46,00   | 1/18    | 0       | 0       |
| Brian Murphy    | Simbabwe   | 1       | 64      | 2       | 107,00  | 1/86    | 0       | 0       |
| Craig McMillan  | Neuseeland | 1       | 9       | 1       | 22,00   | 1/22    | 0       | 0       |
| Shayne O’Connor | Neuseeland | 1       | 24      | 1       | 37,00   | 1/8     | 0       | 0       |
| Paul Wiseman    | Neuseeland | 1       | 60      | 1       | 146,00  | 1/15    | 0       | 0       |

| ODIs              | ODIs       | ODIs    | ODIs    | ODIs    | ODIs    | ODIs    | ODIs    | ODIs    |
| Batting           | Batting    | Batting | Batting | Batting | Batting | Batting | Batting | Batting |
| Spieler           | Mannschaft | Spiele  | Innings | Runs    | Average | HS      | 100s    | 50s     |
| ----------------- | ---------- | ------- | ------- | ------- | ------- | ------- | ------- | ------- |
| Andy Flower       | Simbabwe   | 3       | 3       | 176     | 58,66   | 81      | 0       | 2       |
| Nathan Astle      | Neuseeland | 3       | 3       | 147     | 73,50   | 89*     | 0       | 1       |
| Alistair Campbell | Simbabwe   | 3       | 3       | 141     | 47,00   | 111     | 1       | 0       |
| Heath Streak      | Simbabwe   | 3       | 3       | 126     | 126,00  | 79*     | 0       | 1       |
| Stuart Carlisle   | Simbabwe   | 3       | 3       | 120     | 40,00   | 75      | 0       | 1       |
| Bowling           |            |         |         |         |         |         |         |         |
| Spieler           | Mannschaft | Spiele  | Overs   | Wickets | Average | BBI     | 5W      | 10W     |
| Brian Murphy      | Simbabwe   | 3       | 29      | 6       | 18,83   | 3/43    | 0       | 0       |
| Craig McMillan    | Neuseeland | 3       | 24.4    | 6       | 20,00   | 2/30    | 0       | 0       |
| James Franklin    | Neuseeland | 3       | 24      | 5       | 25,20   | 2/28    | 0       | 0       |
| Scott Styris      | Neuseeland | 3       | 29      | 5       | 28,20   | 3/36    | 0       | 0       |
| Heath Streak      | Simbabwe   | 3       | 22      | 4       | 23,50   | 2/26    | 0       | 0       |

## Player of the Match
Als Player of the Match wurden die folgenden Spieler ausgezeichnet:
| Spiel   | Player of the Match |
| ------- | ------------------- |
| 1. Test | Craig McMillan      |
| 1. ODI  | Andy Flower         |
| 2. ODI  | Mathew Sinclair     |
| 3. ODI  | Heath Streak        |